# Heroin (группа)
Heroin (с англ. — «Героин») — американская хардкор-панк-группа, образованная в 1989 году, в Сан-Диего, в рамках андеграундной калифорнийской панк-сцены. Они выпустили 17 песен, прежде чем распались в 1993 году, став первопроходцами жанра скримо.

## История
Heroin были первопроходцами жанра скримо. Они были известны психологической интенсивностью своих песен, которые, как правило, были очень короткими и включали необычайно быструю игру на барабанах и крикливый вокал. Heroin выпустили лишь несколько виниловых EP и синглов, в основном на лейбле Gravity Records в Сан-Диего; дебютный 7-дюймовый сингл группы также был первым релизом Gravity. Эти релизы обычно были упакованы загадочным образом, например, в конверт, напечатанный шелкографией на бумажном продуктовом пакете Ralphs. Полная дискография была позже собрана на CD Heroin в 1997 году, также выпущенном Gravity.
Группа распалась в 1993 году после того, как ее участники мирно решили перейти к другим проектам. Участники продолжили играть в таких группах, как Antioch Arrow, Clikatat Ikatowi и Second Story Window; вокалист Мэтт Андерсон также работал с A Minor Forest, Mohinder и Angel Hair. Андерсон, Бартолони и Сквайр продолжили играть в легендарной хардкор-панк-группе из Сан-Диего Battalion of Saints с 2005 по 2008 год.

## Наследие
Хотя группа была активна всего четыре года и не привлекала к себе особого внимания в течение своего существования, выпуск сборника Gravity и последующие награды принесли им значительное признание. Джефф Рикли, вокалист Thursday, назвал Heroin одним из своих главных вдохновителей. AllMusic назвал группу «одним из определяющих новаторов в хардкоре начала 90-х». В 2008 году Alternative Press назвал Heroin группой, представляющей значительный интерес, в своей статье «23 группы, которые сформировали панк», написав, что «Heroin никогда не получал заслуженного признания за вдохновение эстетики, которую Story of the Year, From First to Last и другие в конечном итоге взяли на себя».
Сайт Fourfa, посвященный субкультуре и истории эмо, описывает одноименный альбом Heroin как «стену яростного, хаотичного шума, разрывающих голосовые связки криков, тексты песен о полном разочаровании и боли, а также ровно столько мелодии, чтобы собрать все воедино, не прерывая поток тоски».

## Дискография
- 1991 All About Heroin 7" – (Vinyl Communications)
- 1992 Heroin 7" – (Gravity Records)
- 1993 Heroin 12" – (Gravity Records, Vermiform)
- 1997 Heroin CD – (Gravity Records)